# День Петра и Февронии
День Петра́ и Февро́нии — день памяти святых Петра и Февронии, а также Февронии Низибийской в Русской православной церкви. Отмечается 25 июня (8 июля).
В народном календаре восточных славян — день первого покоса. Считалось, что в этот день последние русалки уходят с берегов в глубь водоёмов, поэтому купаться уже было безопасно.
С 2008 года в России отмечают приуроченный ко Дню Петра и Февронии День семьи, любви и верности.

## История праздника

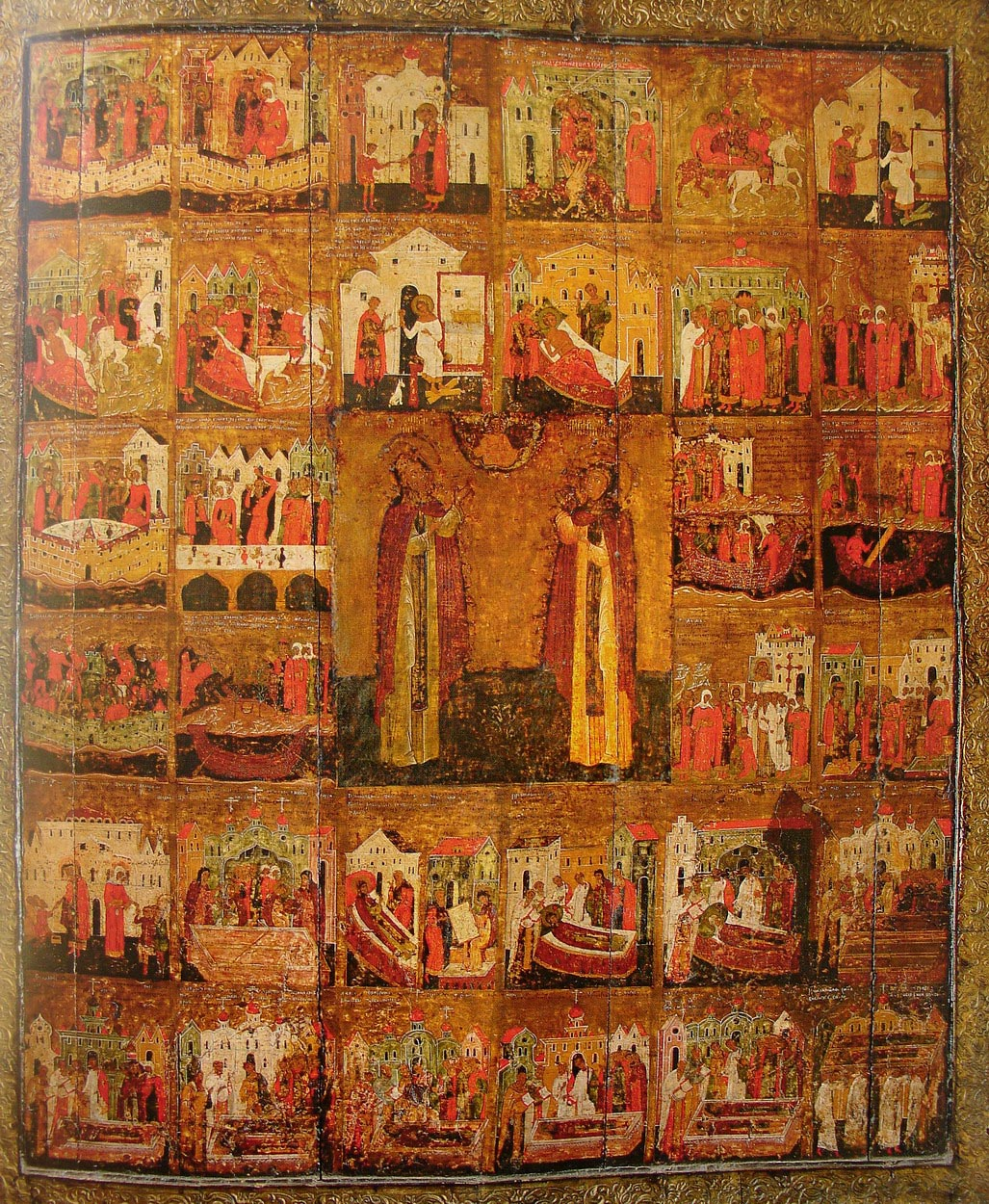
Икона Петр и Феврония Муромские с житием, 1618. Из собора Рождества Богородицы в Муроме

Князь Пётр в летописных источниках не упоминается. Некоторые исследователи отождествляют Петра и Февронию с известным по летописям муромским князем Давидом Юрьевичем и его супругой. Князь Давид правил в Муроме с 1205 по 1228 год и предположительно принял постриг с именем Петра (причем это указание восходит к довольно поздним текстам), о его супруге из летописей ничего не известно. Самый ранний сохранившийся список Жития Петра и Февронии в составе Пролога именует Петра и Февронию не супругами, а сыном и матерью; эта же версия представлена и в некоторых гимнографических источниках. Другая проложная редакция по списку XVI в. не упоминает о Февронии вообще.
Святые канонизированы Русской православной церковью в 1547 году. Вскоре после канонизации была составлена известная «Повесть о Петре и Февронии Муромских». По мнению исследователей, в повести объединены два народно-поэтических сюжета: волшебная сказка об огненном змие и сказка о мудрой деве. С устно-поэтической народной традицией связан и образ центральной героини — Февронии. Жанр «Повести о Петре и Февронии Муромских» не находит соответствий ни с исторической повестью, ни с агиографической.
Днём церковного почитания святых является 25 июня по юлианскому календарю, 8 июля по григорианскому. Указание Лаврентьевской летописи на то, что кончина князя Давыда Юрьевича, предположительно отождествляемого в поздних источниках с Петром, выпала на Светлую Седмицу 1228 года (Пасха в этом году приходилась на 26 марта), ставит под вопрос либо это тождество, либо соответствие времени смерти и даты церковного почитания.  Церковная практика канонизации святых говорит о двух датах установления поминовения святых — в день их кончины и в день перенесения их святых мощей. В связи с этим исследователи высказывают предположение, что с датой 25 июня связано перенесение мощей святых князя и княгини из обветшавшего Борисоглебского кафедрального собора в новопостроенный собор Рождества Богородицы, уже существовавший в XV веке (обновлённый в XVI веке) на Воеводской горе в Муроме, где мощи хранились до установления советской власти. Собор был снесён в конце 1930-х годов.
В связи с тем, что день памяти Петра и Февронии приходится на Петров пост, когда не совершается таинство брака, Священный синод Русской православной церкви 26 декабря 2012 года установил второе празднование в память о перенесении мощей, состоявшемся в 1992 году. Празднование совершается в воскресенье, предшествующее 6 (19) сентября.

## У восточных славян
Другие названия
рус. Пётр и Феврония, Феврония Русальница, Февронии-русальницы; бел. Фяўроння, Пятро, Давыд, Ефрасіння; укр. Петра і Февронії.
Традиции

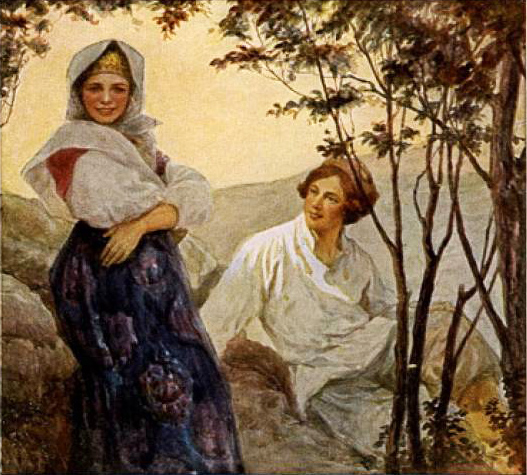
С. Соломко «Сердечный вопрос»

К муромскому князю Петру и его жене Февронии обращаются супруги с молитвами о семейном счастье.
Считалось, что этот день был счастливым для любви и брака, и после купальских игр в предыдущий день определялись пары суженых. По народным верованиям, в этот день заключаются счастливые браки. 
Первый покос. День ведьм, оборотней, колдунов и проказ всякой нежити, начиная с домовых и кончая русалками. Считалось, что колдуны в этот день выжимают сок из тирлич-травы. Из тирлича ведьмы выжимают сок и употребляют его для своих чар, особенно против гнева властей. С этого дня купались уже без оглядки, так как считалось, что в этот день последние русалки уходят с берегов в глубь водоёмов и засыпают. Этот день также считался и днём полной зрелости полевых и лесных трав, расцветающих к этому времени во всей красе. Всё растущее на земле — к «Иванову дню в полном соку».
Поговорки
- Жара в этот день — последующие 40 дней будут жаркими[14].
- До Иванова дня дождь — в засек (прибавится хлеба), после Иванова дня дождь — из засека[19].
- После Ивана не надо жупана[20].
- Время большого сенокоса[11].

## День семьи, любви и верности

Памятник Петру и Февронии, Волгоград

В 2005 году в Волгограде был учреждён и 8 июля проведён праздник «День Святых Петра и Февронии Муромских. Российский день влюблённых». Учредителями праздника стали общественные организации «Открытый мир» и «Мы творим этот мир»
8 июля 2006 года общественное движение «Мы творим этот мир» провело в Волгограде праздник под названием «Российский день любви», куда приехала инициативная группа из Мурома, трудами которой этот праздник обрёл свой последующий статус.
В 2006 году по инициативе городских властей жители Мурома собрали около 20 тысяч подписей под обращением о «Всероссийском дне супружеской любви и семейного счастья (в память благоверных князей Петра и Февронии Муромских)», в котором призывали объявить 8 июля всероссийским праздником, посвящённым нравственным и духовным семейным ценностям.
Всероссийский праздник, получивший название «День семьи, любви и верности», впервые прошёл 8 июля 2008 года. Его организатором стал Фонд социально-культурных инициатив, возглавляемый Светланой Медведевой, супругой третьего президента России Дмитрия Медведева.
Официально День семьи, любви и верности установлен в России указом Президента от 28 июня 2022 года.